# Jacques Cappel
Jacques Cappel du Tilloy (Jacobus Tillaeus) né à Rennes en mars 1570 et mort à Sedan le 7 septembre 1624, était un réfugié protestant à Sedan.
Frère aîné de Louis Cappel, il fut d’abord ministre à Rennes, puis obligé de se réfugier à Sedan par les fureurs de la Ligue, il obtint, comme son frère, une chaire d'hébreu, à l'Académie de Sedan, en 1610, et devint pasteur. Il fut professeur d’hébreu et de théologie jusqu’à sa mort. Il était le neveu de Louis Cappel de Montgemberg (1534-1586).

## Liste des œuvres
- (la) De mensuris, Frankfurt am Main, Levin Hulsius, vidua, 1607 (lire en ligne)
- 1613 : Historia sacra et exotica ab Adamo usque ad Augustum, Sedan : chez Jean Jannon, 683 pages & index .
- 1621 : Catechesis nudis scripturae testimoniis confirmans confessionem fidei quam orthodoxae Galliarum ecclesiae regi Francisco obtulerunt
- 1622 : Historiae ecclesiasticae centuriae V ab Augusti ortu ad Valentinianum III, Sedan : chez Jean Jannon, 104 pages